# Quinto Fulvio Nobiliore
Quinto Fulvio Nobiliore (in latino Quintus Fulvius Nobilior; fl. II secolo a.C.) è stato un politico romano.

## Biografia
A lui si deve il fatto che il capodanno occidentale inizi il primo di gennaio.
Figlio di Marco Fulvio Nobiliore, nel 184 a.C., in qualità di triumviro, dedusse una colonia, forse Pesaro, concedendo degli appezzamenti di terreno e quindi la cittadinanza romana al poeta Quinto Ennio che era amico suo e di suo padre Marco.
Nel 153 a.C. fu eletto console. A quel tempo i consoli venivano eletti a dicembre, con qualche mese di anticipo rispetto alla data in cui sarebbero entrati ufficialmente in carica, cioè le idi di marzo (il mese con cui si apriva l'anno nel vecchio calendario lunare). Ma dato che il suo incarico consisteva nel sopire la rivolta dei Celtiberi in Spagna, dove già aveva operato il padre, chiese e ottenne dal senato di poter entrare in carica immediatamente per difendere gli interessi di Roma. Gli fu concesso e, da quel momento, divenne una prassi. Infatti i consoli neoeletti trovarono molto più conveniente entrare in carica immediatamente, piuttosto che aspettare la scadenza del mandato dei predecessori. Da allora l'anno comincia il primo di gennaio.
Dunque Quinto, in qualità di console, al comando di un esercito regolare andò in Spagna, dove la città di Segeda stava fortificando le proprie mura, in contrasto con i trattati precedentemente stipulati coi Romani (vedi guerre celtibere). L'esercito romano si scontrò con l'esercito ispanico, composto in prevalenza da Belli e Titti, e lo sconfisse. A quel punto la sorte di Segeda era segnata e infatti la maggior parte dei suoi abitanti la abbandonò per rifugiarsi a Numantia, dove la ribellione ai Romani continuerà fino al 133 a.C.
Nel 136 a.C. fu censore.